# Night of the Living Dead-serien
Night of the Living Dead-serien (eller kort Dead-serien) är en hexalogi av stilbildande amerikanska zombiefilmer regisserade av George A. Romero.

## Filmer
- Night of the Living Dead (1968)
- Dawn of the Dead (1978)
- Day of the Dead (1985)
- Land of the Dead (2005)
- Diary of the Dead (2007)
- Survival of the Dead (2010)

## Nyinspelningar
- Night of the Living Dead (1990) – regisserad av specialeffektmakaren Tom Savini
- Dawn of the Dead (2004)
- Day of the Dead (2007)

## Inofficiella uppföljare
- Day of the Dead 2: Contagium (2005)

## Andra filmer relaterade till serien
- The Return of the Living Dead (1985) – Zombiekomedi med rötter i Romeros zombiefilmer. Fick fyra uppföljare.
- Zombi 2 (alt. Zombie Flesh-Eaters) (1980) – Inofficiell uppföljare till Dawn of the Dead. Räknas nu till de mest klassiska filmerna i genren. Fick två uppföljare.
- Shaun of the Dead (2004) – Zombiekomedi som hyllar klassiska skräck- och zombiefilmer, främst Romeros verk.